# Аракаева
Аракаева — деревня в Аргаяшском районе Челябинской области. Входит в состав Байрамгуловского сельского поселения.
Расположена на берегу реки Миасс, в западной части района, на северо-восточном берегу Аргазинского водохранилища. Ближайший населённый пункт — деревня Туракаева. Расстояние до районного центра, села Аргаяш — 48 км.

## История
Деревня основана в середине 18 века башкирами из Айлинской волости. 1889 году построили мечеть. 

## Население
| 2002 | 2010 |
| ---- | ---- |
| 35   | ↘23  |

(в 1869 — 272, в 1873 — 322, в 1900 — 369, в 1916 — 33, в 1938 — 323, в 1970 — 198, в 1995 — 29)

## Улицы
- Улица Бажова
- Берёзовая улица
- Изумрудная улица
- Новая улица
- Озёрная улица
- Пугачевская улица
- Лесная улица
- Зелёная улица